# Термінал ЗПГ Мап-Та-Пхут
Термінал ЗПГ Мап-Та-Пхут - інфраструктурний об`єкт для прийому, регазифікації та перевалки зрідженого природного газу (ЗПГ) в Таїланді. Розташований у провінції Районг на узбережжі Сіамської затоки, трохи більше ніж за сотню кілометрів на південний схід від Бангкоку.
На початку 21 століття зростання економіки Таїланду призвело до відповідного збільшення енергоспоживання, що змусило звернутись до активного використання природного газу. Власні родовища та трубопроводний імпорт з М’янми не могли покрити додатковий попит, для задоволення якого спорудили приймальний термінал ЗПГ. Окрім електроенергетики, споживачами імпортованого палива виступають підприємства розташованої поряд індустріальної зони Мап-Та-Пхут (нафтопереробка, нафтохімія, металургія та виробництво добрив).
Введений в експлуатацію у 2011 році, термінал в Мап-Та-Пхут первісно мав потужність по прийому 5 млн.т ЗПГ на рік (7 млрд.м3). Для зберігання зрідженого газу використовувались два резервуари об`ємом по 160000 м3, а причальний комплекс забезпечував прийом газових транкерів вантажомісткістю від 125000 до 264000 м3. Для спорудження останнього довелось провести днопоглиблювальні роботи в обсязі 5 млн.м3 ґрунту.
Невдовзі після введення в експлуатацію приступили до реалізації другої фази проекту, що передбачає збільшення потужності до 10 млн.т ЗПГ на рік, встановлення ще двох резервуарів також об`єму як і попередні, спорудження другого причалу для газовозів та меншого причалу для прийому вантажів, потрібних в роботі самого терміналу. Завершення робіт очікувалось у 2017 році.
В перспективі до 2019-го збираються збільшити потужність терміналу до 11,5 млн.т ЗПГ на рік.
Можливо відзначити, що через район Мап-Та-Пхут на північ прямують кілька трубопроводів системи Сіамська затока – Районг – Бангпаконг, які колись проклали для постачання блакитного палива з власних офшорних родовищ. Втім, на тлі зростання імпорту ЗПГ в 2015 році запустили Четвертий трубопровід, а у 2021-му почалось введення в дію П'ятого трубопроводу.
Крім видачі регазифікованої продукції у газотранспортну мережу, термінал Мап-Та-Пхут може здійснювати відпуск ЗПГ у автоцистерни в обсязі до 500 тон на добу.
Реалізацією проекту займається PTT LNG Company Ltd (PTTLNG), дочірня компанія національної нафтохімічної корпорації PTT Thai National Petro Chemical Company. Вона має 45% в консорціумі, куди також входять EGCO Group (володіє численними електростанціями) та Electricity Generating Authority of Thailand (EGAT).